# Mistral Hojris
Mistral Højris (nacido en 1995) es un caballo alazán castrado montado por la jinete Laura Bechtolsheimer como caballo de doma o dressage.

## Carrera
Mistral Højris, conocido también como Alf, y Bechtolsheimer fueron seleccionados para representar a Gran Bretaña en los Juegos Olímpicos de 2008 Beijing, donde finalizaron en el 6.º lugar y en los Juegos Olímpicos de Londres 2012, donde ganaron bronce tanto por equipo como individual.
Se sabe que se planea retirar a Alf en el Olympia 2013.

## Pedigrí
Es un Danish Warmblood castrado, hijo de Mitchelineno (por Michelangelo) y Virginia (por Ibsen).